# Hunavinadu, Hosadurga
Hunavinadu là một làng thuộc tehsil Hosadurga, huyện Chitradurga, bang Karnataka, Ấn Độ.